# NHK 뉴스 오하요 간사이
NHK 뉴스 오하요 간사이(NHKニュースおはよう関西)은 NHK 오사카 방송국에서 방송되고 있는 아침 프로그램이다. 오사카부를 비롯한 킨키 지방의 소식을 전하고 있다.

## 방송 시간
- 월~금 오전 7시 45분 ~ 8시(15분)

## 진행자
- 사사키 토모카즈(佐々木智一): NHK 아나운서(2023년 8월 1일 ~ )
- 다시로 쿄코(田代杏子): NHK 아나운서(2023년 8월 1일 ~ )
- 코미야마 테루요시(小宮山晃義): NHK 아나운서(2023년 8월 1일 ~ )

## 역대 진행자
- 니노미야 나오키: NHK 아나운서(2016년 4월 4일 - 2019년 3월 29일)
- 하가 겐타로: NHK 아나운서(2018년 4월 2일 - 2019년 3월 29일)
- 카노우 후미히사(狩野史長): NHK 아나운서(2019년 4월 1일 ~ 2021년 3월 26일)
- 우시다 마유(牛田茉友): NHK 아나운서(2019년 4월 1일 ~ 2021년 3월 26일, 2023년 4월 3일 ~ 2023년 7월 28일)
- 이다 카나코(井田香菜子): NHK 아나운서(2021년 3월 29일 ~ 2022년 7월 15일)
- 오카와 유스케(大川悠介): NHK 아나운서(2021년 3월 29일 ~ 2022년 7월 15일)
- 하타케야마 에미(畠山衣美): NHK 아나운서(2022년 7월 25일 - 2023년 3월 31일)